# Unité urbaine de Ligugé
L'unité urbaine de Ligugé est une unité urbaine française centrée sur Ligugé dans la Vienne.

## Données générales
En 2010, selon l'INSEE, l'unité urbaine de Ligugé est composée de deux communes, toutes situées dans l'arrondissement de Poitiers, dans la Vienne. 
En 2021, avec 6 333 habitants, elle constitue la cinquième unité urbaine de la Vienne après l'unité urbaine de Loudun (4e rang départemental), mais devance les unités urbaines de Montmorillon (6e rang départemental) et de Neuville-de-Poitou (7e rang départemental) qui closent donc la liste des unités urbaines de plus de 5 000 habitants dans le département.
En Poitou-Charentes, elle occupait le 23e rang régional figurant dans la liste des 37 unités urbaines de plus de 5 000 habitants de l'ex-région en 2022.
En 2021, sa densité de population qui s'élève à 148 hab/km2 est plus de deux fois plus élevée que celle du département de la Vienne qui compte 63 hab/km2.
L'unité urbaine de Ligugé fait partie de l'aire urbaine de Poitiers.

## Délimitation de l'unité urbaine de 2010
En 2010, l'Insee a procédé à une révision des délimitations des unités urbaines de la France ; celle de Ligugé est demeurée sans changement étant composée de deux communes urbaines comme lors du recensement de 1999.
Liste des communes appartenant à l'unité urbaine Ligugé selon la nouvelle délimitation de 2010 et population municipale de 2021 (Liste établie par ordre alphabétique)
| Nom     | Code Insee | Département | Statut       | Superficie (km2) | Population (dernière pop. légale) | Densité (hab./km2) | Modifier                                    |
| ------- | ---------- | ----------- | ------------ | ---------------- | --------------------------------- | ------------------ | ------------------------------------------- |
| Ligugé  | 86133      | Vienne      | ville-centre | 22,77            | 3 429 (2022)                      | 151                | modifier les données · modifier les données |
| Smarves | 86263      | Vienne      | banlieue     | 20,09            | 2 941 (2022)                      | 146                | modifier les données · modifier les données |

## Évolution démographique
L'évolution démographique de l'unité urbaine de Ligugé telle qu'elle apparaît dans l'histogramme ci-dessous est celle qui est établie selon la délimitation de 2010.
| 1968  | 1975  | 1982  | 1990  | 1999  | 2009  | 2021  | 2022  |
| ----- | ----- | ----- | ----- | ----- | ----- | ----- | ----- |
| 2 801 | 3 696 | 4 769 | 4 860 | 4 973 | 5 479 | 6 333 | 6 370 |

Histogramme

(élaboration graphique par Wikipédia)

## Sources et références
1. ↑  Composition communale de l'unité urbaine de Ligugé en 2010
2. ↑  Composition communale de l'aire urbaine de Poitiers
3. ↑  Consulter le volet "Agglomérations et villes principales de la Vienne" sur le splaf de la Vienne
4. ↑  Recensement de la population au 1er janvier 2021 du département de la Vienne